# Per Olof Ekström
Per Olof Ekström (Gestad, 26 aprile 1926 – Bucarest, 4 ottobre 1981) è stato uno scrittore e giornalista svedese, che si è anche occupato di agricoltura.

## Biografia
È noto per il romanzo Sommardansen, letteralmente "Danza estiva", tradotto in italiano con il titolo Ha ballato una sola estate, dal quale è stato tratto l'omonimo film. Questo romanzo uscì in Svezia quando lo scrittore aveva solo 23 anni. 
Egli ha scritto tra l'altro anche un saggio sulle politiche agricole, Mordet på modernäringen ("Assassinio nella madre industria"), pubblicato in Svezia nel 1969, e alcuni libri di carattere erotico/pornografico, pubblicati con uno pseudonimo.
Durante l'ultima parte della sua vita ha vissuto in Romania, dove è morto nel 1981 in seguito a una lunga malattia.
Era sposato con Ligia Podorean-Ekström, un architetto e artista rumena, residente in Svezia.
La sua vita è illustrata nel libro Damn Ekström di Ingmar Norlen, del 1993.

## Opere
- Den ensamme, 1947
- Sommardansen, 1949
- Den blomstertid nu kommer, 1951
- Mördande vår, 1953
- Gå i ringen, 1956
- Berit flickebarn, 1956
- Den vänliga staden, 1958
- Fjäril och flamma, 1960
- Beskärda del, 1961
- Den 13 augusti, 1962
- Midsommarnatt, 1963
- Väntans år, 1964
- Vendela, 1965
- Bita huvudet av skammen, 1966
- Vilddjurets märke, 1967
- Johannes Rimsmed, 1968
- Dubbel glädje, 1968
- Drömmar av kött och blod, 1968
- Den som är utan synd, 1968
- Mordet på modernäringen, 1969
- Hon dansade i sängen, 1969
- Tänk om jag gifter mig med pappa, 1969
- Arsenik och nattvardsvin, 1971
- Fatimas hand, 1971
- Blåögd bandit, 1972
- Signor vankelmod, 1972
- Förhäxad av sex, 1973
- Flykt i norr, 1973
- Bruno von Adlershain, 1973
- Maj i november, 1973
- Den trånga dalen, 1974
- En stad ovan molnen, 1974
- Den tjugotredje, 1974
- Hälsokällornas land -Rumänien, 1975
- Vår man är inte du, 1975
- Österns portar, 1976
- Dom stenkåta, 1976
- Klarsjöspelet, 1976
- Undan stormen, 1977
- Ceausescu och Rumänien, 1977
- Vinna freden, 1978
- Drakens son, 1979
- Dynamit, 1980